# روبرس
روبرس (به اسپانیایی: Robres) یک دهستان در اسپانیا است که در استان اوئسکا واقع شده‌است. روبرس ۶۴ کیلومتر مربع مساحت و ۶۶۱ نفر جمعیت دارد.